# Pestrecy
Pestrecy (in russo Пестрецы?; in tartaro: Питрә́ч) è un villaggio che si trova nella Repubblica autonoma del Tatarstan, in Russia. È il centro amministrativo del distretto Pestrečinskij.
Il villaggio è situato sulla riva destra del fiume Mëša, 40 km a est di Kazan'.